# هفت‌آیین
هفت‌راز (sacrament) که هفت‌آیین و شعائر نیز نامیده شده، آن دسته از فریضه‌های دینی در مسیحیت هستند که به باور مسیحیان با انجام آنها خدا نزد انسان می‌آید، برخلاف مواردی چون نیایش و قربانی و نذر کردن که در آن‌ها این انسان است که به سوی خدا می‌رود.
این آیین‌های هفتگانه عبارت‌اند از: ۱. غسل تعمید؛ ۲. تدهین؛ ۳. اعتراف به گناه و آیین توبه؛ ۴. تبرک و عشای ربانی؛ ۵. ازدواج؛ ۶. آخرین تدهین؛ ۷. دست‌گذاری (تفویض مقام روحانیت).
تعدادی از این آیین‌ها مثل غسل تعمید، تدهین، و تبرک برای مؤمنان اجباری و تعدادی دیگر مثل ازدواج و دست‌گذاری اختیاری‌اند.
برای اجرای مراسم آیین‌ها سه عنصر لازم است:
- نشان محسوس: آب در مراسم غسل تعمید، روغن مقدس در تدهین، و نان و شراب در آیین پذیرش تبرک، نشان‌ها و آثار محسوسی هستند که به چشم رؤیت می‌شوند.
- دعا: به وسیلهٔ ادعیه و آوازهای مذهبی آیین‌ها تفهیم می‌شوند.
- خادم قانونی: شخص روحانی که کسوت روحانیت را رسماً پذیرفته، فقط او مجاز به اجرای مراسم آیین‌ها است.[۱]